# Tu Xiaoyuan
Tu Xiaoyuan (10 de febrero de 1967) es una ingeniera china destacada en el campo de la ingeniería y software de Apple.

## Trayectoria
Tu reside en Estados Unidos y trabaja desde 2009 en Apple, senior de ingeniería de software. Entre 1990 y 1991, realizó un Master en la Universidad de McMaster, graduándose con honores en Ingeniería Informática y Electrónica. Entre 1991 y 1995 estudió Ciencias Informáticas en la Universidad de Toronto, y durante ese periodo recibió en 1994 el Premio de Excelencia Técnica de la Academia Canadiense de Multimedia y Artes, la primera mujer de origen chino en ganarlo.
De 1993 a 1995 su trabajo en animación fue homenajeado en múltiples competiciones de las más importantes para la ciencia creativa, incluyendo el Teatro Electrónico Siggraph, Ars Electronica y Computer Animation Festival de Cine. En 1996 consiguió su doctorado con honores en la Universidad de Toronto, en la especialidad de Informática, consiguiendo ser la primera mujer en recibir el premio ACM Doctoral Dissertation Award. El segundo puesto de este premio había sido otorgado a otras mujeres en años anteriores, siendo Tu la primera mujer en conseguir ganar el premio como primera clasificada, gracias a su tesis "Artificial Animals for Computer Animation: Biomechanics, Locomotion, Perception and Behavior".
Entre l1996 y 1997 fue miembro del personal técnico de SGI. (Silicon Grafics Computer Inc.). De 1997 al año 2000, se dedicó a la investigación científica en el Laboratorio de Investigación de Medios y Gráficos de Intel Corp. En 2000 funda iKuni Inc. que pasa a llamarse AiLive años más tarde, junto a Wei Yen una nueva compañía centrada en el desarrollo de IA para herramientas de entretenimiento informático, dado que recibió un reconocimiento especial en Teoría de Control y automatización de la Universidad de Tsinghua en China, donde estudió un grado de Ingeniería.
Los principales campos de su investigación se centran en el modelado, control y simulación de personajes virtuales inteligentes. Su investigación se realiza en torno al diseño de arquitectura de agentes autónomos, modelos físicos basados en biomecánica, animación gráfica por ordenador, vida artificial, teoría del control y aprendizaje automático.

## Premios
- ACM Doctoral Dissertation Awards USA, 1996.[5]
- Premio de Excelencia Técnica de la Academia Canadiense de Multimedia y Artes, 1994.[6]